# Agathosma decurrens
Agathosma decurrens är en vinruteväxtart som beskrevs av Neville Stuart Pillans. Agathosma decurrens ingår i släktet Agathosma och familjen vinruteväxter. Inga underarter finns listade i Catalogue of Life.